# Kazuki Nagasawa
Pour les articles homonymes, voir Nagasawa.
Kazuki Nagasawa (長澤 和輝, Nagasawa Kazuki), né le 16 décembre 1991 à Chiba, est un footballeur japonais. Il évolue au poste de milieu de terrain au Wellington Phoenix.

## Carrière
Kazuki Nagasawa est formé au Yokohama F. Marinos, club où il réalise ses débuts professionnels en 2013, lors d'un match de coupe Nasbico face à l'Omniya. 
Lors du mercato hivernal 2014, il quitte son pays natal pour rejoindre l'Europe et s'engage en faveur du FC Cologne qui évolue en seconde division allemande. Lors de sa première saison au club, il est champion de D2 est se voit promu en Bundesliga. Il passe deux ans dans le club allemand sans jamais réussir à s'imposer, notamment à cause d'une grave blessure.
Il rejoint le Urawa Red Diamonds qui le prête dans la foulé au JEF United Chiba avec qui il joue vingt-et-un matchs en seconde division japonaise.

## Statistiques
| Saison                | Club                    | Championnat           | Championnat | Championnat | Coupe(s) nationale(s) | Coupe(s) nationale(s) | Total | Total |
| Saison                | Club                    | Division              | M.          | B.          | M.                    | B.                    | M.    | B.    |
| 2013                  | Yokohama F. Marinos     | J. League             | 0           | 0           | 1                     | 0                     | 1     | 0     |
| Sous-total            | Sous-total              | Sous-total            | 0           | 0           | 1                     | 0                     | 1     | 0     |
| 2013-2014             | FC Cologne              | 2. Bundesliga         | 10          | 0           | -                     | -                     | 10    | 0     |
| 2014-2015             | FC Cologne              | Bundesliga            | 10          | 0           | 2                     | 0                     | 12    | 0     |
| 2015-2016             | FC Cologne              | Bundesliga            | 1           | 0           | 1                     | 0                     | 2     | 0     |
| Sous-total            | Sous-total              | Sous-total            | 21          | 0           | 3                     | 0                     | 24    | 0     |
| 2016                  | JEF United Chiba (prêt) | J2 League             | 21          | 3           | 0                     | 0                     | 21    | 3     |
| Sous-total            | Sous-total              | Sous-total            | 21          | 3           | 0                     | 0                     | 21    | 3     |
| Total sur la carrière | Total sur la carrière   | Total sur la carrière | 42          | 3           | 4                     | 0                     | 46    | 3     |

## Palmarès
- Il remporte la deuxième division allemande en 2014 avec le FC Cologne.
- Vainqueur de la Ligue des champions de l'AFC 2017.